# Valores a Receber
Valores a Receber, também conhecido como Sistema de Valores a Receber ou SVR, é uma plataforma operada pelo Banco Central do Brasil de consulta e resgate de valores não recebidos por clientes do sistema financeiro nacional. Foi lançado em 24 de janeiro de 2022.
Composto principalmente por tarifas cobradas indevidamente, saldos não sacados ou outros créditos não reclamados, o sistema foi criado com o objetivo de proporcionar maior transparência e acesso aos direitos financeiros dos cidadãos e empresas. As instituições financeiras são obrigadas a enviar informações sobre esses valores ao Banco Central, que disponibiliza esses dados para consulta pelos interessados.